# (188721) 2005 UU
2005 يو يو (ويعرف أيضًا باسم (188721) 2005 يو يو وفق تسمية الكوكب الصغير) (بالإنجليزية: 2005 UU)‏ هو كويكب ضمن حزام الكويكبات؛ وترتيبه 188721 من حيث الاكتشاف.
اكتُشف هذا الجُرم الفلكي بواسطة جيمس ويتني يونغ في 23 أكتوبر 2005.

## وصلات خارجية
- (188721) 2005 UU في قاعدة بيانات مختبر الدفع النفاث لأجرام النظام الشمسي الصغيرة

- الاكتشاف · مخطط المدار ·  العناصر المدارية · المعلمات المادية

- (188721) 2005 UU على موقع ويكي سكاي: DSS2, SDSS, GALEX, IRAS, Hydrogen α, X-Ray, Astrophoto, Sky Map, Articles and images